# Mobitel
Mobitel é um operador móvel da Eslovénia no país com as tecnologias e serviços líderes.

## História
Estabeleceu-se em outubro de 1991 como uma sociedade de responsabilidade limitada. O fundador foi Ljubljana, ao que se uniram outras empresas eslovenas no fim de ano. Em novembro de 1992, transformou-se numa sociedade anónima. 
Em 1994, separaram as actividades de correios e telecomunicações e transferiu este último, junto com a infra-estrutura, à recém fundada Telekom Slovenije, que se converteu em proprietária de uma participação do 100 por cento. Em 1995, converteu-se no operador nacional de telecomunicações móveis digitais mediante o decreto do Governo da República da Eslovénia.
Em 1996, a companhia também se converteu num membro da associação GSM internacional, unindo a operadores e fabricantes de dispositivos GSM. Os membros da associação permitiram o estabelecimento dos primeiros contratos de roaming mútuo em redes estrangeiras. Em julho de 1996, a empresa proporcionava uma cobertura de 40% da população.
Em 2000, 1.000.000 milhões de utilizadores já utilizavam os serviços de Mobitel nas redes GSM e NMT. Em novembro de 2001, a empresa foi a primeira na Eslovénia em obter um contrato de concessão, que foi a terceira geração de telecomunicações móveis.
Em 2002, a rede começou a suportar mensagens multimédia MMS. Desde 2003, os utilizadores da rede têm podido aceder a conteúdo multimédia no portal móvel Planet. Em dezembro de 2003, lançou o UMTS de terceira geração, a primeira no mundo.
Em março de 2013, Mobitel lançou a rede LTE a frequências de 1800 MHz, cobrindo 27 cidades com 93 celas (37,25% da população), ampliando sua cobertura a 31 cidades (39,75% da população) em abril. No final de 2013, terão 250 lugares de células operativas. 
Em junho de 2014, ampliou sua rede utilizando a nova frequência de 800 MHz. Além da rede GSM, UMTS e LTE. Também oferece acesso inalámbrico a Internet WLAN através da rede NeoWLAN.

### Informação da rede
A empresa cobre o 99,7% da população eslovena com GSM, 91,42% com UMTS e 39,75% com rede LTE. Proporciona a seus utilizadores as melhores opções de roaming, já que proporciona o uso de serviços móveis de operadores estrangeiros na maioria dos países de todo mundo.